# جهریورن
جهریورن (به لاتین: Gehrihorn) یک کوه در سوئیس است که در کانتون برن واقع شده‌است. جهریورن ۲٬۱۳۰ متر بالاتر از سطح دریا واقع شده‌است.